# Tomba di Khải Định

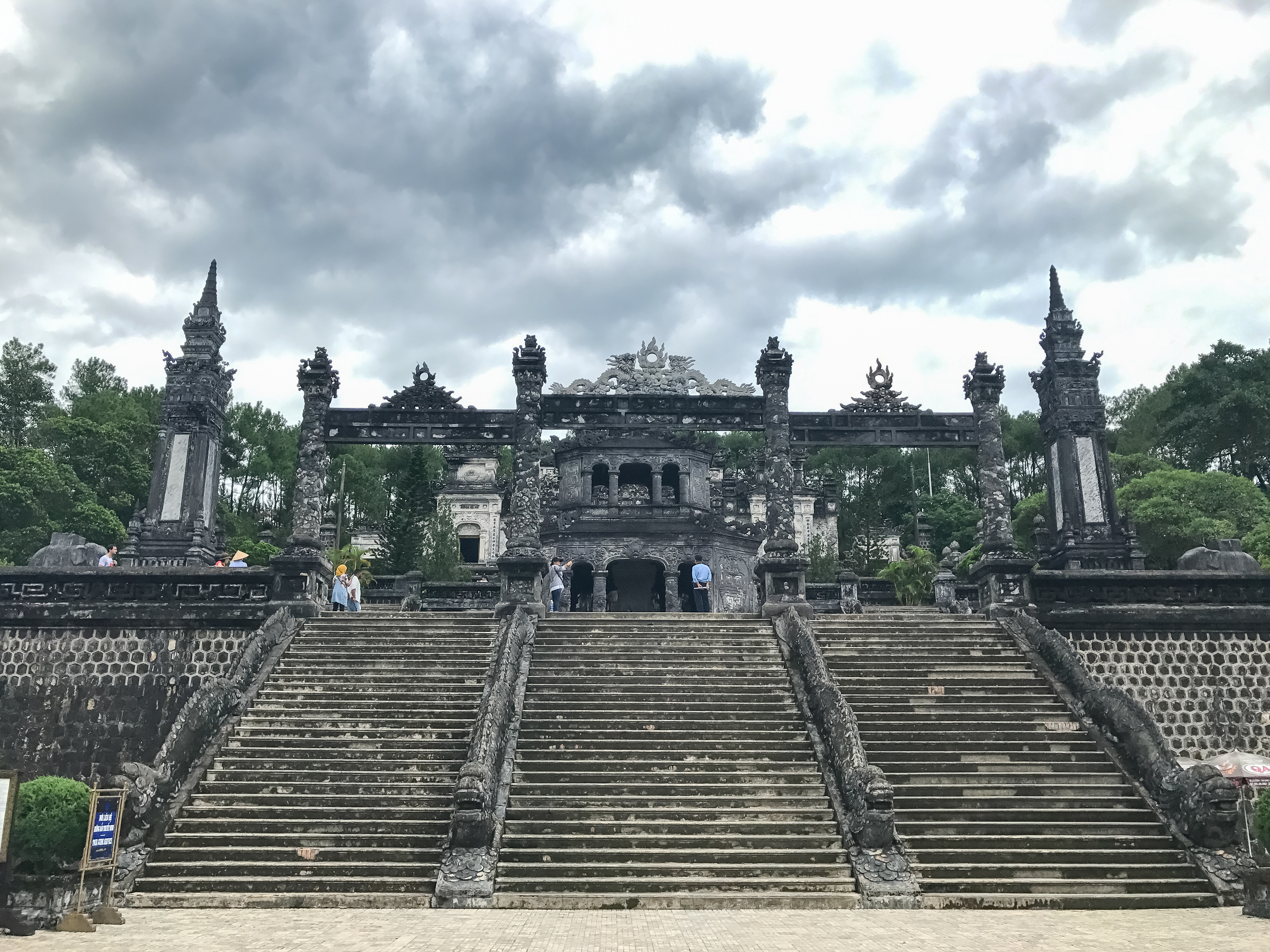
La Tomba di Khải Định nel 2018

La tomba di Khải Định (Lăng Khải Định in vietnamita) nota ufficialmente come Mausoleo Ứng (Ứng lăng) si trova sulla montagna di Chau Chu nei pressi di Huế, in Vietnam. È stata costruita per Khải Định, dodicesimo imperatore della dinastia Nguyễn tra il 1920 e il 1931. Il mausoleo unisce stili architettonici europei e tradizionali vietnamiti. La tomba fa parte del Complesso dei monumenti di Huế, patrimonio mondiale dell'UNESCO dal 1993.

## Storia
Divenuto imperatore del Vietnam nel 1916, Khải Định collaborò con il governo coloniale francese e venne accusato di essere un semplice "impiegato del governo francese" e per questa ragione fu impopolare tra la popolazione vietnamita. Come i suoi predecessori iniziò la costruzione di un monumento funebre in previsione della sua morte: i lavori iniziarono nel 1920 e vennero conclusi nel 1931, 6 anni dopo la sua morte dal suo successore Bảo Đại. Prima della sua morte l'imperatore visitò la Francia, venendo influenzato dall'architettura francese dell'epoca. Per finanziare la costruzione Khải Định dovette ricorrere ad un aumento delle tasse nel paese.

## Architettura

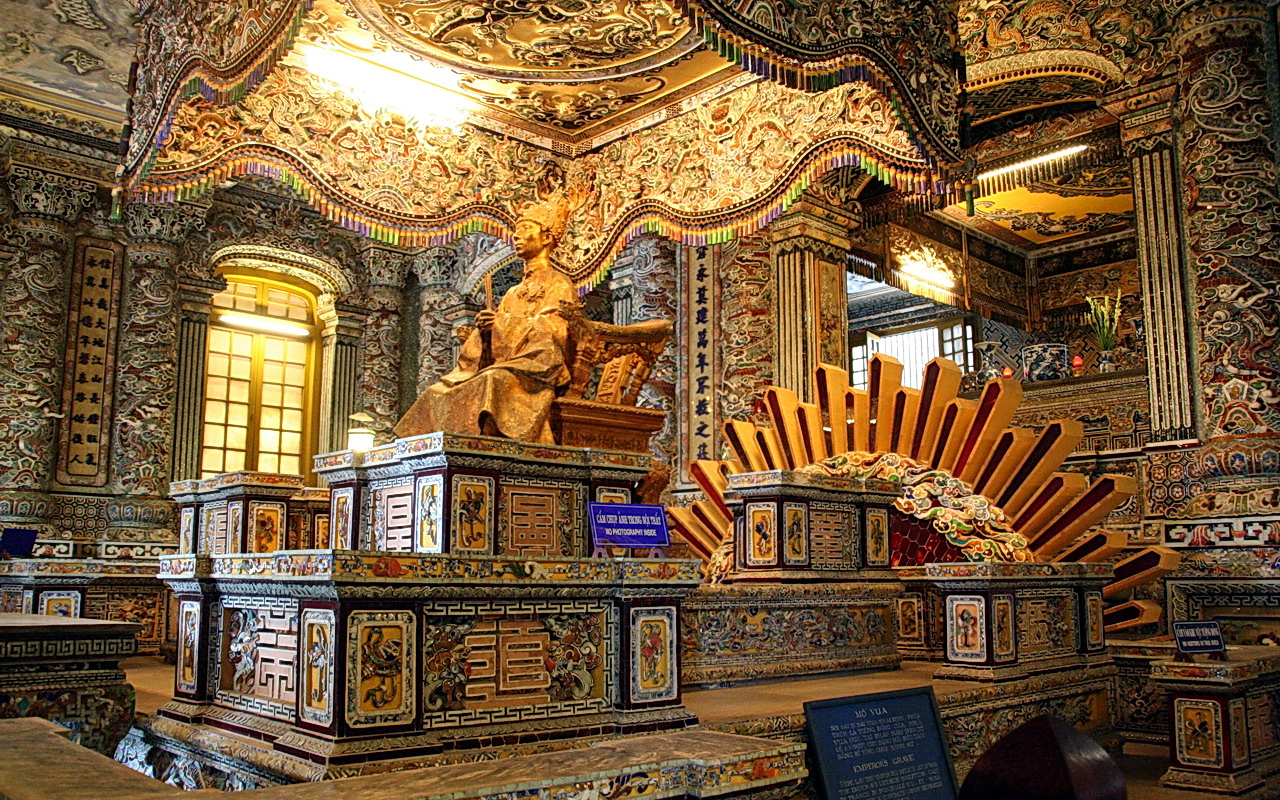
La tomba imperiale

La tomba occupa un'area più piccola delle altre tombe imperiali del Vietnam, ma gli edifici sono più elaborati rispetto ad altri monumenti dell'epoca. Il mausoleo è una struttura rettangolare in cemento costruita sulle ripide pendici della montagna Chau Chu, nelle vicinanze della antica capitale imperiale di Huế. I muri perimetrali sono formati da monumentali sculture di draghi, le più grandi del Vietnam. Dopo uno scalone monumentale si trova il cosiddetto tempio della stele, mentre ai lati sono situate statue di mandarini e soldati con cavalli ed elefanti a formare una guardia d'onore. Sulla stele sono riportati i successi ottenuti dall'imperatore durante il suo regno. Al piano più alto si trova il palazzo di Khai Thanh. L'interno presenta decorazioni dorate con inserti di porcellana e specchi tipiche dello stile francese, unite a figure di draghi. La stanza posteriore contiene la tomba imperiale, con una statua raffigurante l'imperatore seduto sul trono.